# Шамбуркин, Виктор Николаевич
Виктор Николаевич Шамбуркин (12 октября 1931, Ленинград — 11 мая 2018, Москва) — советский стрелок, Олимпийский чемпион. Мастер спорта СССР (1954). Заслуженный мастер спорта СССР (1960). Заслуженный тренер СССР (1980).

## Биография
Выступал за ленинградский ДОСААФ, в 1970 году перешёл в столичную команду ДОСААФа. В качестве тренера работал с 1951 года, специальность тренера-преподавателя получил в 1965 году после окончания Государственного дважды орденоносного института физической культуры имени П. Ф. Лесгафта. Член КПСС с 1959 года.
После Римской Олимпиады участвовал в следующих Играх в двух упражнениях, но занял только 9-е и 21-е места.
С 1978 года тренировал стрелков сборной СССР, был главным тренером советской команды на Московской Олимпиаде и Играх 1988 года, а также руководил Объединённой командой на Олимпиаде 1992 года.
Умер в 2018 году. Похоронен на Митинском кладбище.

## Спортивные достижения
- чемпион Олимпийских игр
- четырёхкратный чемпион мира (1958)
- серебряный призёр чемпионата мира (1958)
- бронзовый призёр чемпионата мира (1958)
- двадцатикратный чемпион СССР (1953, 1954, 1957—1961, 1964, 1968, 1970, 1971)
- рекордсмен Олимпийских игр
- пятикратный рекордсмен мира и Европы
- шестнадцатикратный рекордсмен СССР

## Награды
- орден Трудового Красного Знамени (16.09.1960, за успешные выступления в XVII летних и VIII зимних Олимпийских играх 1960 года, а также за выдающиеся спортивные достижения[4]; 21.06.1989)
- орден Дружбы народов (1980)[4]
- орден Знак Почёта (23.04.1985)[6]
- почётный знак «За заслуги в развитии физической культуры и спорта» (2001 год)[3]